# Hamilcara atra
Hamilcara atra is een vlinder uit de familie van de houtboorders (Cossidae). De wetenschappelijke naam van de soort werd voor het eerst geldig gepubliceerd in 1910 door Barnes en McDunnough.